# エノキタケ
エノキタケ（榎茸、学名: Flammulina velutipes）は、タマバリタケ科（旧キシメジ科）エノキタケ属の小型のキノコの一種。子実体は古くから食用とされ、エノキダケ、ナメタケ、ナメススキ、ユキノシタとも呼ばれ、特に食用のものについてはしばしば「えのき」と縮めて呼称される。市販されている白色の栽培品は、もやし状に育てられた幼菌で、野生のものとは、色・形・大きさが全く異なる。

## 名称
和名エノキタケ（エノキダケ）の由来は、枯れたエノキの根元によく発生するキノコであることから、この名が付けられている。
地方により、傘は湿ると粘性があることから「ナメタケ」ともよばれる。また、野生の子実体の発生時期は、晩秋から春にかけての気温の低い季節であり、積雪の中でも発生することから、「ユキノシタ」（雪の下）という地方名もある。そのほか、ナメススキ、ユキワリ、ナメコ、ヌイドなどの地方名でもよばれている。
学名の属名 Flammulina はラテン語で「小さな炎」、種小名の velutipes は「ビロード状の毛」の意味であり、傘色が赤褐色で、柄がビロード状の毛に覆われている外見上の特徴から名付けられている。

## 分布・生育環境
汎世界的に分布し、原産地は特定されていない。北半球の温帯に広く分布し、南半球の温帯でも見られるが、遺伝子レベルではニュージーランド、タスマニアのエノキタケはヨーロッパの型と同じで、人や物資の移動で一緒に持ち込まれた可能性が高いとみられている。北米の太平洋岸のエノキタケは、東アジアのエノキタケと同じ型であることがわかっている。世界のエノキタケ属のキノコは10種ほどが知られるが、日本からはエノキタケ1種だけが報告されている。広葉樹林に発生する。

## 生態
エノキ、カキ、コウゾ、イチジク、コナラ、クヌギ、クワ、ポプラ、ヤナギ、ケヤキ、ヤブツバキ、シイ、カシ、ユズリハなどの広葉樹の枯れ木や切り株に寄生する木材腐朽菌（腐生性）。子実体は、紅葉が終わった晩秋から翌年の春にかけて発生し、各種広葉樹の切り株、倒木、枯れ幹に群生あるいは重生する。民家のまわりや里山に多く、雑木林のほか、道路の街路樹や路肩の倒木、あるいは切り株など、ふだん見慣れた光景の中でも見つかる。山地では、秋に沢沿いのヤナギの枯れ木に生えているのが見られる。
冬場の雪の中でも発生し、寒風にさらされて乾燥しても雨や雪でまた水気を取り戻し、虫に食べられたり腐ったりせず、長期間姿をとどめて胞子を飛ばしている。これがエノキタケの子孫を残す戦略だと考えられている。

## 形態
子実体は傘と柄からなる。傘は直径2 - 6センチメートル (cm) で中央が栗色あるいは黄褐色で周辺ほど色が薄くなり、傘の縁は薄い黄色またはクリーム色である。傘の表面は滑らかで、湿っているときは強いぬめりと光沢がある。傘は幼菌では丸みが強く、最初は半球形でのち次第に広がり、まんじゅう形からのち中高の水平に近く開く。肉は白色で傘の部分は厚く、良い香りがする。ヒダは柄に上生か湾生しており、ややまばらで、白色からクリーム色。
柄は高さ2 - 10 cm、直径2 - 8ミリメートル (mm) で中空・軟骨質、太さは上下ほとんど同じである。柄の表面は細かい毛に覆われたビロード状で粘性はなく、上部は茶色で下にいくほど色が濃くなり、根元は黒褐色となる。生のエノキタケには鉄さびを思わせるような独特のにおいがあるが、これは加熱すれば消失する。
一般に市場に流通するエノキタケのほとんどはおがくず栽培された幼菌で、光を当てずに低温で育てているため、モヤシのように全体に白く、軸が細長い。一方、天然の野生エノキタケは、栽培ものとは姿形がまったく異なる。菌類は光が要らないと思われがちであり、実際、光合成は行なわず、成長そのものには光は不必要である。ただし、多くの菌類は子実体や胞子形成において光の影響を受ける。光のあるところに出て胞子を作るほうが胞子を広く飛ばせる可能性が高いため、光を求める性質を持っている。したがって、光のない場所で子実体形成を行なわせると、光を求め、モヤシのように細長く頼りない姿になる。エノキタケも光のある場所では、柄が短くしっかりした傘を持つ姿になる。
なお、現在の白い栽培品種は光が当たっても着色しないものが使われている。

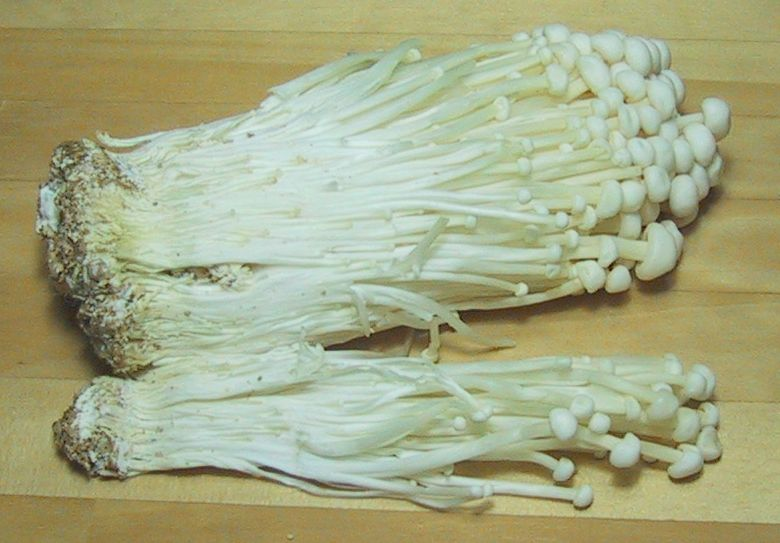
遮光してもやし状に栽培されたエノキタケ
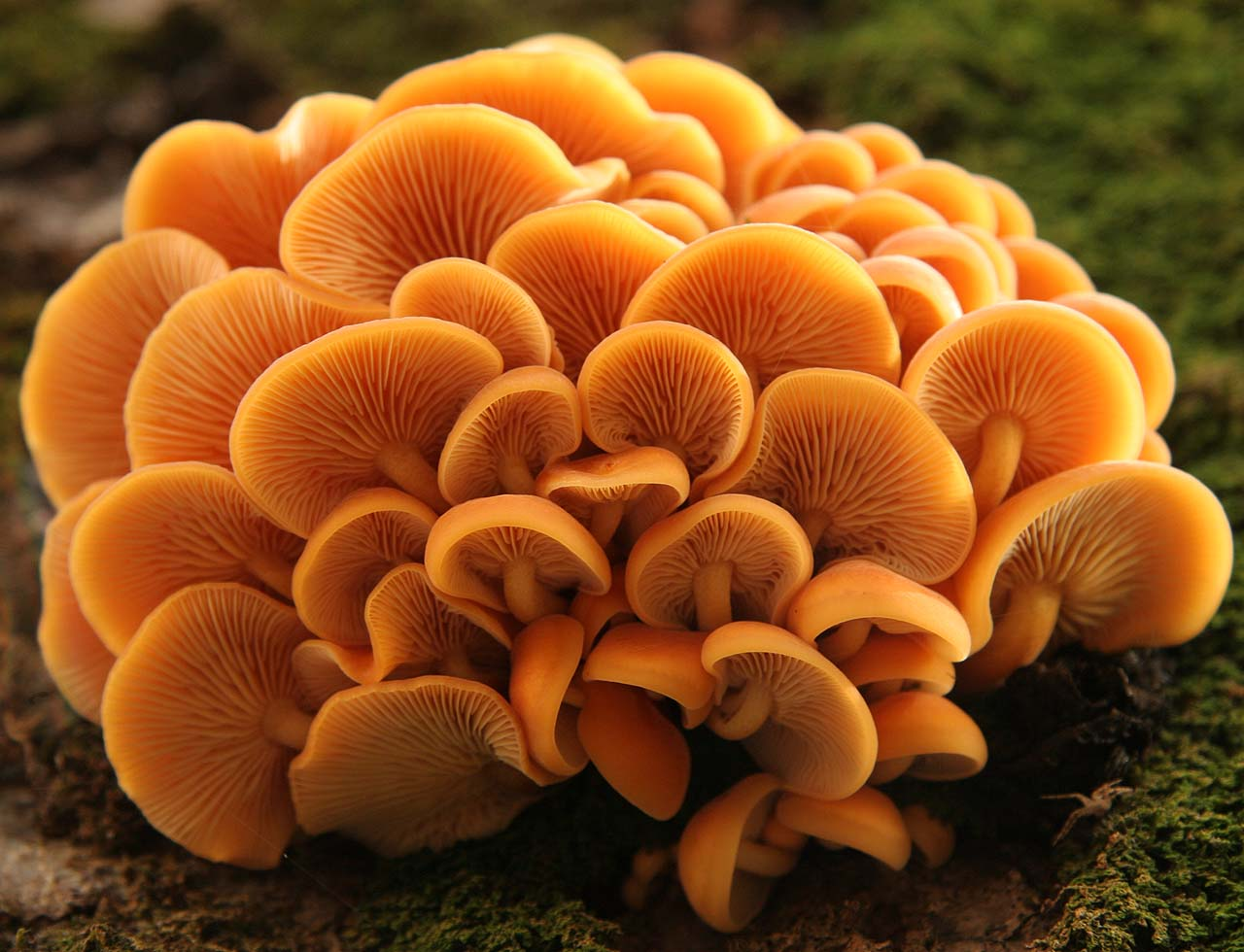
野生のエノキタケ
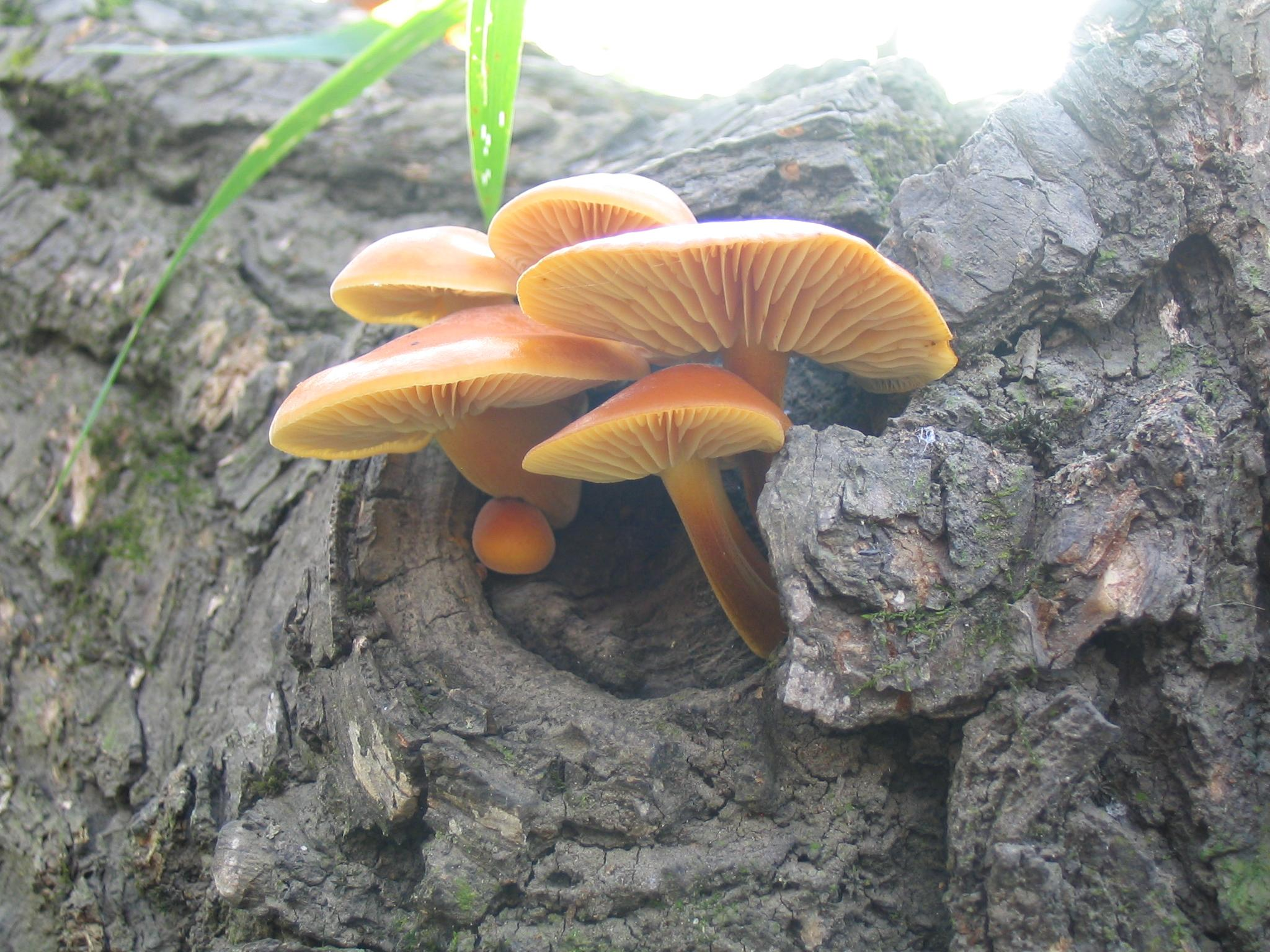
野生のエノキタケ
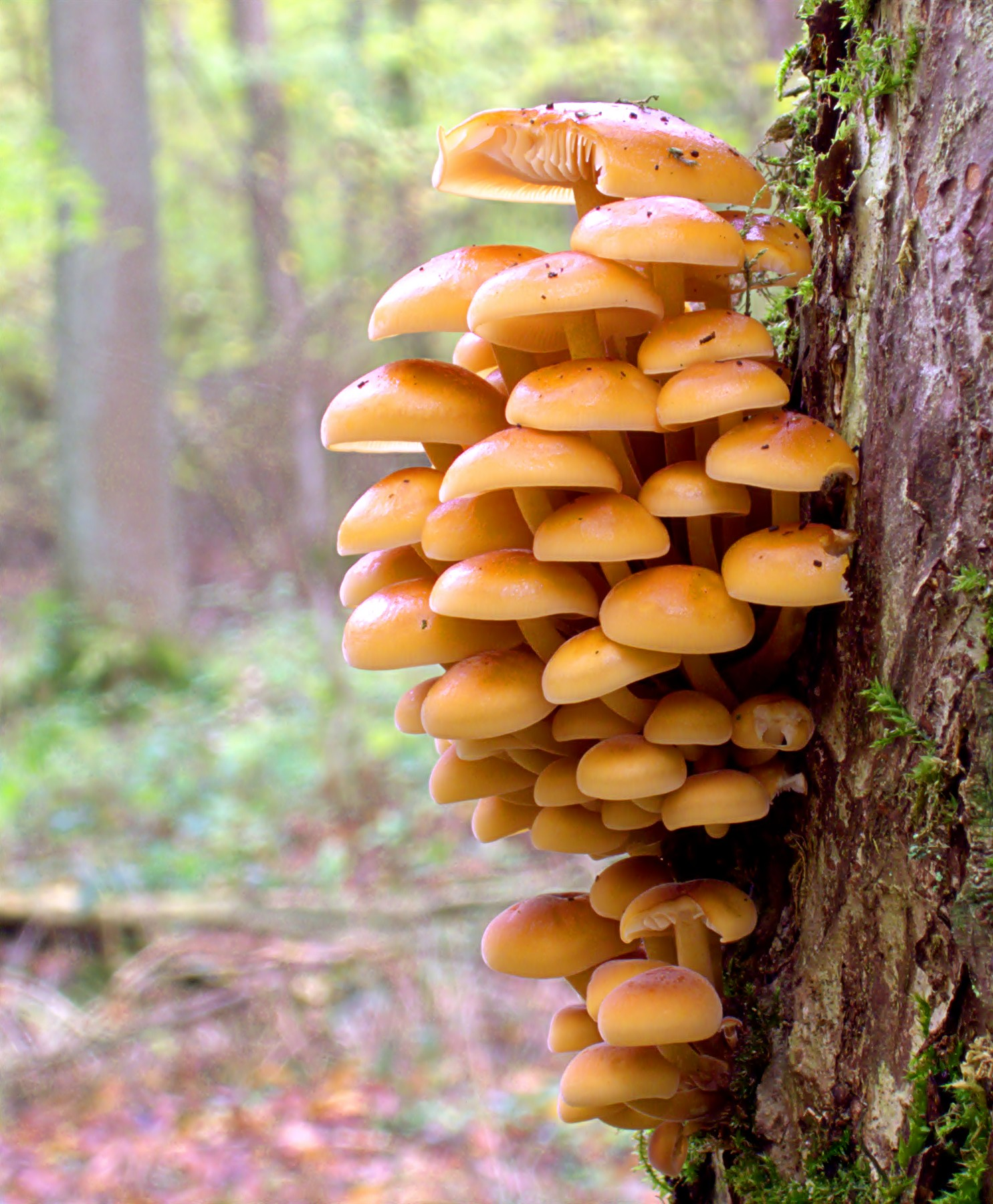
野生のエノキタケ

## 食用

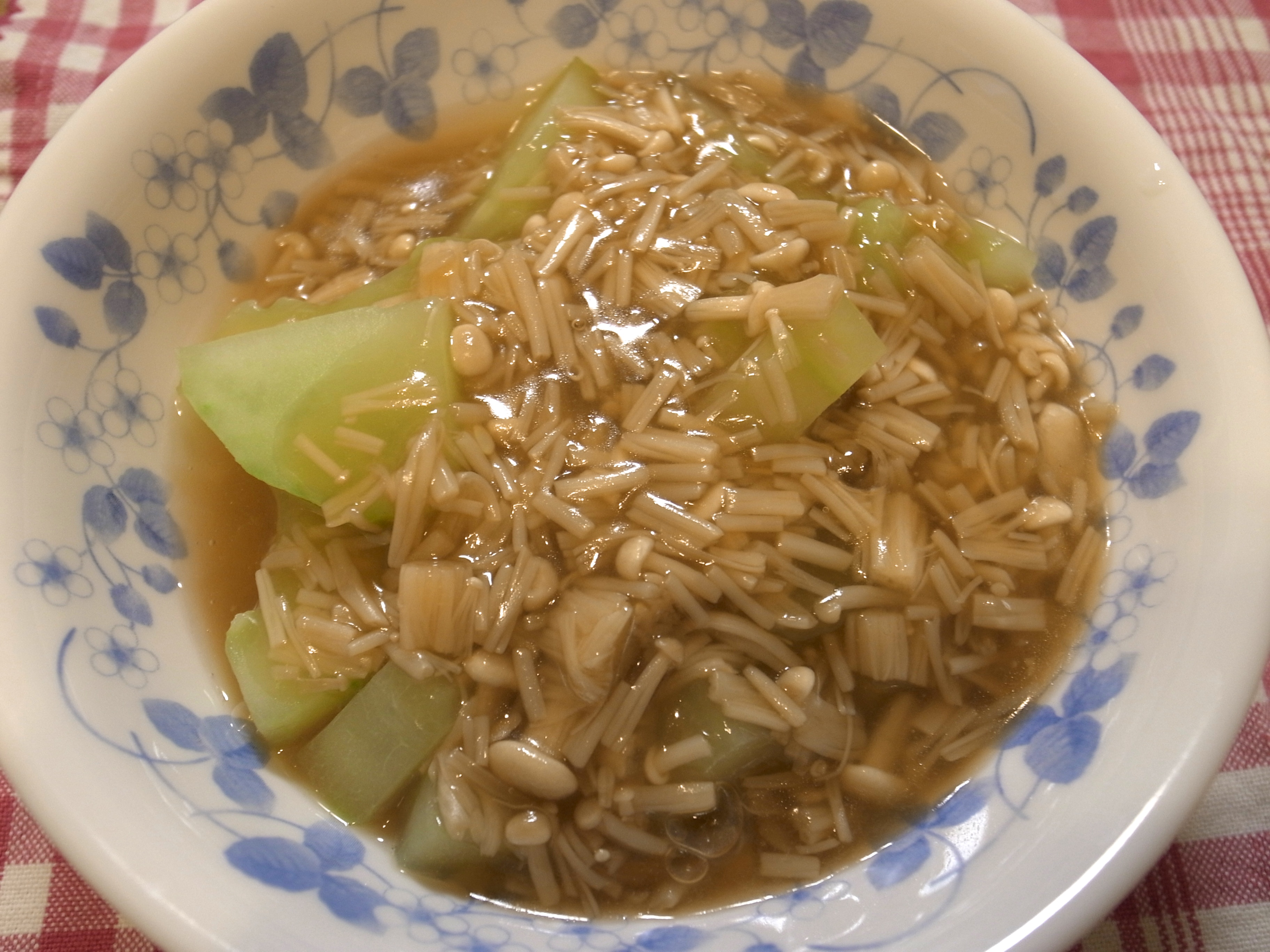
加賀太きゅうりのなめ茸和え

一般に市場に売られているエノキタケの食材としての主な旬は、11月 - 3月とされる。傘はなるべく小さく、軸はまっすぐで張りがあり、できるだけ長さが揃っており、色は濁りのない白色のものが、市場価値の高い良品とされる。「味エノキ」として流通する茶色いエノキタケは、栽培種に野生種を交配して人工栽培されたもので、歯ごたえがよい。
野生のものは、栽培品とは姿形が全く異なるキノコで、栽培ものよりも遙かに大きく味覚も全く異なり、風味や歯ごたえも野生品のほうがよいといわれている。野生ものを採取するとき、多少乾燥していても、水につけると状態が戻る。どのような料理にも合うが、野生のものは加熱するとぬめりが出るため、その独特な食感を生かした煮物や鍋物などの料理に適する。けんちん汁、バター炒め、すき焼き、大根のおろし和え、天ぷらにもよい。
栽培ものも鍋物・炒め物・煮物・すまし汁に使われる。また、瓶栽培（後述）したものを酒・醤油・みりんで煮てとろみをつけて味付けしたものが「なめ茸」などの名称で、瓶詰やレトルト食品の材料にも使われる。変わったところでは、糊状に細かく練り潰したエノキタケを混ぜ込み、凍らせた「えのき氷」というものもある。
可食部100グラム (g) あたりの熱量は22キロカロリー (kcal) ほどで、栄養素はビタミンB群が多く含まれ、特にビタミンB1の含有量はキノコの中でも多く、シイタケの1.5倍ほど含まれている。カリウムなども豊富であるほか、玄米などにも含まれているギャバは鎮静作用や血圧を安定させる作用がある有効成分で、エノキタケにも含まれている。なお、シイタケなどほかのキノコ類と同様に、栽培用培地の成分により発生する子実体に含まれる栄養成分は変動するため栄養価として一般に公開されている成分は目安となる。
なお、生のエノキタケに含まれる蛋白質のフラムトキシン（加熱により分解）には強心作用も有ると言われているが、溶血作用があるので必ず加熱して食べる必要がある。まれな例として、アレルギーによるアナフィラキシーが報告されている。

## 薬用
中国においては、エノキタケは便秘の薬として利用されているともいわれる。

## 栽培

### 原木栽培
エノキタケの栽培は古くは江戸時代から行われていたとみられ、江戸時代の本草書『本朝食鑑』（1695年）や、絵入りの百科事典『和漢三才図会』（1712年）に食用キノコとして詳しく書かれている。両書とも、エノキの大きな木を伐採してその大部分を土中に埋め、地上に出ている部分を菰（こも）で覆い、毎日、米のとぎ汁をかけているとキノコが発生すると記されている。

### 菌床栽培

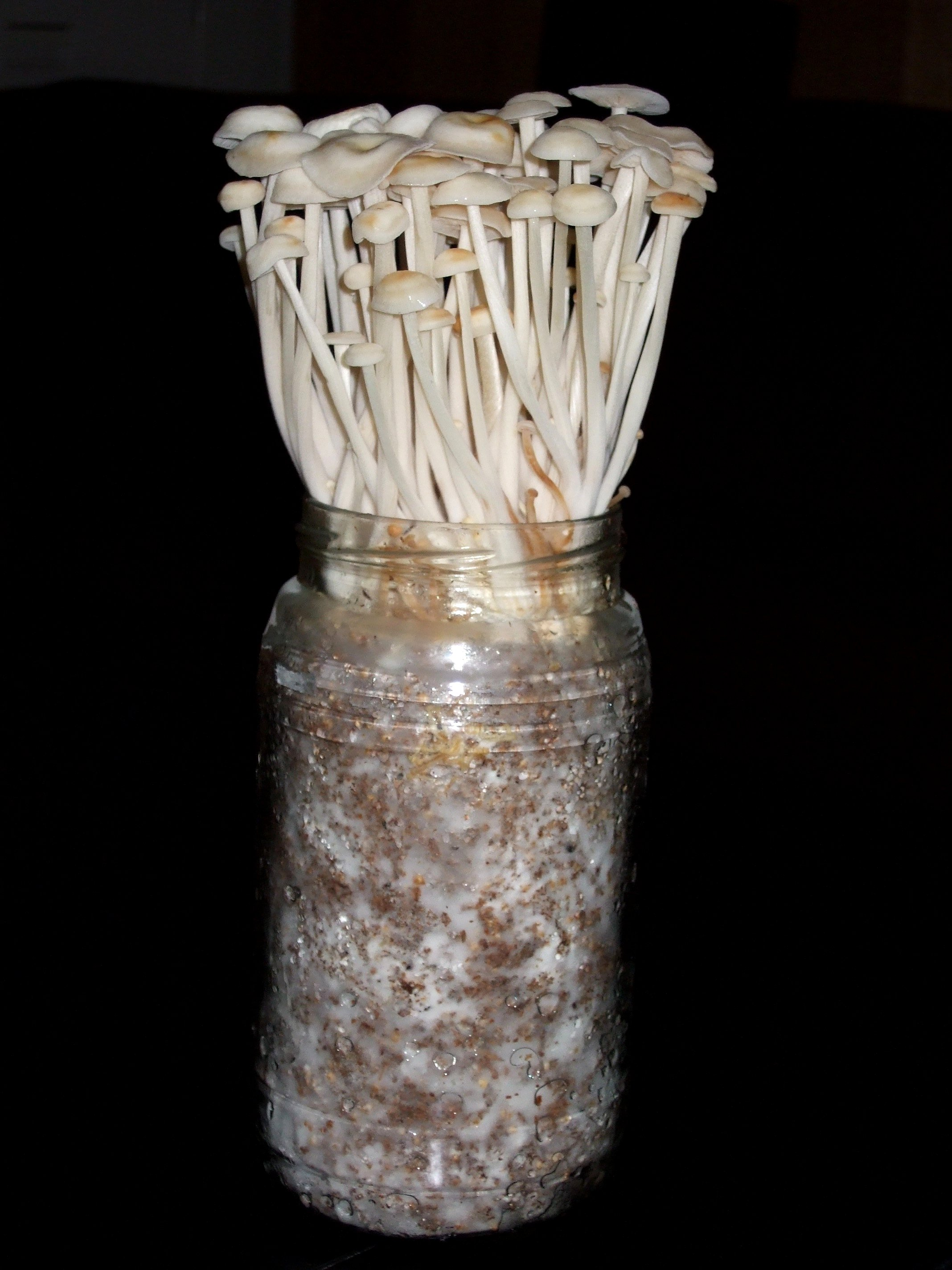
プラスチックボトルを利用したエノキタケの菌床栽培

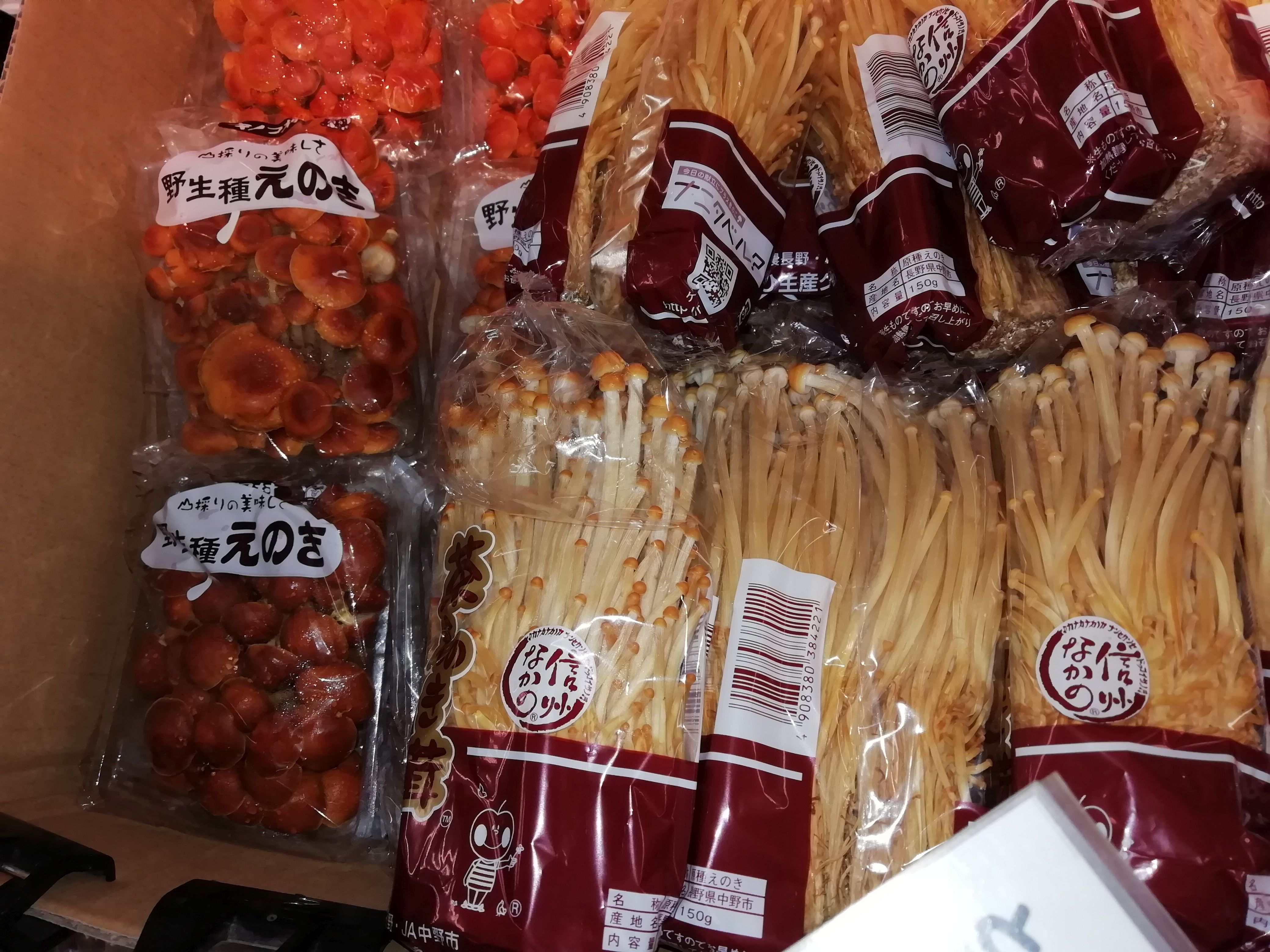
エノキの栽培種と野生種。栽培種は白い色で、細長く成長しているが、野生種は茶色で、太く成長している。

おがくずや米ぬかを使ったエノキタケの純粋培養技術は、1923年（大正12年）に、長野県松代町で教職員をしていた長谷川五作によって始められたとされる。
現在広く行われている菌床栽培法の原理を発明した京都伏見の森本彦三郎（1886年 - 1949年）は、まずシイタケの栽培に成功し、ついで1928年（昭和3年）にエノキタケの栽培に成功している。
今日、工場における瓶栽培によって1年中出回るきのこであるが、野生のエノキタケと非常に異なる姿のモヤシ状態に育てたものが一般に出回る。そのため、野生、あるいはほだ木栽培（原木栽培）のエノキタケと、瓶栽培（菌床栽培）のエノキタケでは味覚も極端に異なる。
瓶による人工栽培法は長谷川五作が考案し、1931年（昭和6年）頃から長野県松代町で始められ、1942年（昭和17年）に一時中止となったが1953年（昭和28年）に再開、生産量が増大して1960年代には全国に広がった。当初は野生のものと同様な茶褐色で柄が短いエノキタケを栽培していたが、キノコが生長するときに紙を巻くことで柄を長くし、光を当てずに暗所で育てることで白いもやし状のものをつくったところ、それがヒットしてエノキタケのイメージとして定着した。現在栽培されているエノキタケの品種は、光が当たっても褐色にならない白色の品種が主流で、これは色が発色する際に起こるフェノールの酸化を阻害する酵素の働きが強いことによって色がつかないものである。

## 生産
金額ではシイタケに及ばないが、日本でもっとも多く生産されるキノコである。2010年（平成22年）に140,951トン、328億円が生産された。2015年（平成27年）9月、なめ茸製造大手（日本国内シェア20%、国内第2位）の小松食品が倒産し、国産加工用エノキタケ価格高騰の原因となった。
2022年度における日本国内でのエノキタケの生産量は126,321トンで、きのこ類ではブナシメジと並び生産量が多い品種となっている。

## 研究

### 内臓脂肪率低下に関する研究
エノキタケから得られた抽出物（キノコキトサン＝キノコ由来の植物性キトサン。エノキタケの熱水抽出物とその残渣をアルカリ処理して得られた成分）を用いた体重、BMI (Body mass index)、体脂肪率、内臓脂肪率低下、およびその有効摂取量と安全性に関するヒト介入試験が複数ある。

### その他の研究
- 栽培室内のオゾン (O3) 濃度は子実体の発生量とビタミンB、ビタミンCの含有量に影響を与える[34]。
- 長野県による疫学調査では、エノキタケ生産農家のガン発生率は有意に低いことが報告されている[35][36]。
- ウサギ、マウスによる動物実験で熱水抽出物には制癌作用が有るとする研究がある[37]。

## 類似の毒キノコ
- コレラタケ - エノキタケの廃培地から発生することもあり、「食用キノコを収穫した後に生えるから大丈夫」と誤解され、食中毒を起こす。柄の根元が黒褐色で細かい毛が生える、つばがないなどの本種の特徴を踏まえることが重要である。